# (3945) Gerasimenko
(3945) Gerasimenko (1982 PL) – planetoida z pasa głównego asteroid okrążająca Słońce w ciągu 5,51 lat w średniej odległości 3,12 j.a. Odkryta 14 sierpnia 1982 roku.